# Diaplochelus crassipes
Diaplochelus crassipes är en skalbaggsart som beskrevs av Hermann Burmeister 1844. Diaplochelus crassipes ingår i släktet Diaplochelus och familjen Melolonthidae. Inga underarter finns listade i Catalogue of Life.